# El Pino de Tormes
El Pino de Tormes è un comune spagnolo di 179 abitanti situato nella comunità autonoma di Castiglia e León.